# Kreis Zeulenroda
| Basisdaten                          | Basisdaten                                      |
| ----------------------------------- | ----------------------------------------------- |
| Bezirk der DDR                      | Gera                                            |
| Kreisstadt                          | Zeulenroda                                      |
| Fläche                              | 263 km² (1989)                                  |
| Einwohner                           | 38.594 (1989)                                   |
| Bevölkerungsdichte                  | 147 Einwohner/km² (1989)                        |
| Kfz-Kennzeichen                     | N (1953–1990) NT, NU (1974–1990) ZR (1991–1995) |
|                                     |                                                 |
| Der Kreis Zeulenroda im Bezirk Gera |                                                 |

Der Kreis Zeulenroda war ein Landkreis im Bezirk Gera der DDR. Von 1990 bis 1994 bestand er als Landkreis Zeulenroda in Thüringen fort. Sein Gebiet liegt heute hauptsächlich im Landkreis Greiz in Thüringen. Durch Abtretungen an das Land Sachsen befinden sich auch im dortigen Vogtlandkreis Orte, die früher dem Kreis Zeulenroda angehört haben. Der Sitz der Kreisverwaltung befand sich in Zeulenroda.

## Geographie

### Lage
Der Kreis lag im Südosten des Bezirkes Gera.

### Nachbarkreise
Der Kreis Zeulenroda grenzte im Uhrzeigersinn im Norden beginnend an die Kreise Gera-Land, Greiz, Plauen-Land, Schleiz und Pößneck.

### Naturraum
Das Kreisgebiet war Teil der Ostthüringisch-Vogtländischen Hochfläche. Die höchste Erhebung im Landkreis war in der Nähe von Pausa im Süden (509 m). Von hier aus senkte sich die aus Schiefergestein aufgebaute Hochfläche nach Norden (465 m bei Auma) und Nordosten (412 m bei Staitz). Der Landkreis wurde von zahlreichen kleinen Flüssen durchzogen, die entweder in die Weiße Elster im Kreis Greiz mündeten oder den Stausee Zeulenroda bzw. den Weidastausee speisten. Zu ihnen gehören z. B. die Leuba, Triebes, Weida und Auma.
Im Kreis lag das fünf ha umfassende Naturschutzgebiet Gütterlitz beim Ort Gütterlitz. An der Talsperre Zeulenroda befand sich ein FDGB-Ferienheim.

## Geschichte

Bildung der Kreise Greiz und Zeulenroda am 25. Juli 1952 und Änderungen bis 1956.
Hellgrün: Landkreis Greiz vor dem 1. Juli 1950.
Dunkelgrün: ab 1. Juli 1950 zum Landkreis Greiz
Stand Gemeindegrenzen, Landesgrenzen und schwarze Kreisgrenzen: 1. Juli 1950
Stand rote Kreisgrenzen: 1. Januar 1956

Durch das Gesetz über die weitere Demokratisierung des Aufbaus und der Arbeitsweise der staatlichen Organe in den Ländern in der Deutschen Demokratischen Republik vom 23. Juli 1952 kam es in den noch bestehenden fünf Ländern der DDR zu einer umfangreichen Kreisreform. So wurden am 25. Juli 1952 die Länder aufgelöst und 14 Bezirke eingerichtet. Hierbei wurden traditionelle Kreise aufgelöst oder in kleinere Kreise gegliedert, wobei es auch über die Grenzen der ehemaligen fünf Länder hinweg zu Gebietsänderungen kam. Der Kreis Zeulenroda wurde hauptsächlich aus dem Landkreis Greiz (Thüringen) gebildet. Der Kreis wurde dem neugebildeten Bezirk Gera zugeordnet, Kreisstadt und Sitz der Verwaltung (Rat des Kreises bis 1990; danach Landratsamt) wurde Zeulenroda.
Folgende 49 Gemeinden bildeten den neuen Kreis Zeulenroda:
- 3 Gemeinden aus dem Landkreis Gera:

Auma, Forstwolfersdorf und Wiebelsdorf,
- 38 Gemeinden aus dem Landkreis Greiz:

Arnsgrün, Bernsgrün, Brückla, Dobia, Dörtendorf, Erbengrün, Fröbersgrün, Göhren-Döhlen, Göttendorf-Neuärgerniß, Hain, Hainsberg, Hohenleuben, Kleinwolschendorf, Krölpa, Langenwetzendorf, Langenwolschendorf, Leiningen, Leitlitz, Lunzig, Mehla, Merkendorf, Muntscha, Naitschau, Niederböhmersdorf, Pahren, Pöllwitz, Schönbrunn, Silberfeld, Staitz, Stelzendorf, Triebes, Weckersdorf, Weißendorf, Wellsdorf, Wenigenauma, Wolfshain, Zadelsdorf und Zeulenroda,
- 7 Gemeinden aus dem Landkreis Plauen (Sachsen):

Ebersgrün, Linda, Oberreichenau, Pausa, Ranspach, Unterreichenau und Wallengrün,
- der Gemeinde Läwitz aus dem Landkreis Schleiz.

Durch Umgliederungen über Kreisgrenzen und Gemeindegebietsveränderungen sank die Zahl der Gemeinden bis auf 19 bei Auflösung des Kreises Ende Juni 1994:
- 4. Dezember 1952 Umgliederung von Erbengrün, Leiningen, Lunzig, Naitschau und Wellsdorf aus dem Kreis Zeulenroda in den Kreis Greiz
- 4. Dezember 1952 Umgliederung von Forstwolfersdorf aus dem Kreis Zeulenroda in den Kreis Gera-Land
- 4. Dezember 1952 Umgliederung von Förthen aus dem Kreis Schleiz in den Kreis Zeulenroda
- 4. Dezember 1952 Umgliederung von Fröbersgrün aus dem Kreis Zeulenroda in den Kreis Plauen-Land
- 4. Dezember 1952 Umgliederung von Tischendorf aus dem Kreis Pößneck in den Kreis Zeulenroda
- 1. Januar 1956 Umgliederung von Braunsdorf aus dem Kreis Pößneck in den Kreis Zeulenroda
- 1. Januar 1957 Eingliederung von Brückla in die Stadt Hohenleuben
- 1. Juli 1961 Eingliederung von Oberreichenau in die Stadt Pausa/Vogtl.
- 1. Januar 1970 Eingliederung von Schönbrunn in Bernsgrün
- 1. Januar 1970 Eingliederung von Wolfshain in Ebersgrün
- 22. März 1970 Eingliederung von Wallengrün in Unterreichenau
- 1. Januar 1974 Eingliederung von Krölpa in Muntscha
- 1. Januar 1974 Eingliederung von Stelzendorf in Pahren
- 1. Januar 1974 Eingliederung von (Bad) Linda in die Stadt Pausa/Vogtl.
- 1. Januar 1979 Eingliederung von Hainsberg in Langenwetzendorf
- 1. Januar 1979 Eingliederung von Tischendorf in Braunsdorf
- 1. Januar 1992 Ausgliederung des Ortsteiles Wolfshain aus der Gemeinde Ebersgrün und Eingliederung in Pöllwitz
- 1. April 1992 Eingliederung von Dobia in Pöllwitz
- 1. April 1992 Eingliederung von Kleinwolschendorf in die Stadt Zeulenroda
- 1. April 1992 Umgliederung von Ebersgrün, Ranspach, Unterreichenau und der Stadt Pausa/Vogtl. in den Landkreis Plauen (Sachsen)
- 1. Juli 1992 Eingliederung von Göttendorf-Neuärgerniß zu Langenwetzendorf
- 1. Juli 1992 Eingliederung von Niederböhmersdorf in die Stadt Zeulenroda
- 14. Juli 1993 Eingliederung von Leitlitz in die Stadt Zeulenroda
- 8. März 1994 Eingliederung von Naitschau, Wellsdorf und Zoghaus (Kreis Greiz) in Langenwetzendorf
- 25. März 1994 Eingliederung von Muntscha und Wenigenauma in die Stadt Auma
- 6. April 1994 Eingliederung von Mehla in die Stadt Triebes
- 1. Mai 1994 Eingliederung von Förthen, Läwitz, Pahren und Weckersdorf in die Stadt Zeulenroda

Am 17. Mai 1990 wurde der Kreis in Landkreis Zeulenroda umbenannt. Anlässlich der Wiedervereinigung der beiden deutschen Staaten wurde der Landkreis Zeulenroda durch das Ländereinführungsgesetz im Oktober 1990 dem wiedergegründeten Land Thüringen zugesprochen. Bei der Kreisreform in Thüringen ging er am 1. Juli 1994 vollständig im Landkreis Greiz auf.

## Einwohnerentwicklung
| - 1965 – 42.388 - 1978 – 40.522 - 1989 – 38.594 | - 1991 – 36.800 - 1992 – 36.800 - 1994 – 32.510 |

## Vorsitzende des Rates des Kreises / Landrätin
Während der DDR-Zeit wurde der Kreis von einem Rat des Kreises geführt. Er bestand aus dem Vorsitzenden, den Stellvertretern, dem Sekretär und den Abteilungsleitern. Die einzige frei gewählte Landrätin war Martina Schweinsburg (CDU).
- 1952–1954: J. Rabitzsch
- 1954–1955: H. Cyranek
- 1955–1959: H. Krahnert
- 1959–1963: W. Reichl
- 1963–1964: R. Knorr
- 1964–1965: G. Grau
- 1965–1978: W. Götz
- 1979–1990: H. Hentschel
- 1990–1994: Martina Schweinsburg

## Wirtschaft
Die traditionelle Textilindustrie bestimmte die Wirtschaftsstruktur des Kreises. In Pausa hatten die Betriebe VEB Wäscheunion und VEB Spitze und Bekleidung ihren Standort. Aber auch in Hohenleuben und Zeulenroda wurden Textilien hergestellt, in Triebes textile Verpackungsmittel. Ein Stammbetrieb des Kombinats Lederverarbeitung in Hohenleuben stellte Sportschuhe her. Ferner hatten die Porzellanindustrie, der Werkzeugmaschinenbau (VEB WEMA), die Möbelherstellung und die Gummiverarbeitung (VEB Rotpunkt) im Kreis Bedeutung. Elektrische Sicherungen aus Hartporzellan wurden in Pausa und Auma hergestellt. Darüber hinaus war Zeulenroda wegen seiner Lage an der Talsperre von touristischer Bedeutung. Am Seeufer befand sich ein FDGB-Ferienheim.

## Verkehr
Nur eine größere Eisenbahnlinie (Bahnstrecke Werdau–Mehltheuer) verlief von Norden nach Süden durch den Kreis. Sie führte über Weida (Kreis Gera), Triebes, Zeulenroda, Pausa in den Kreis Plauen. Auma lag an der Eisenbahnstrecke Triptis-Lobenstein, die im Westen nur einen Teil des Kreises durchquerte. Zwei Fernverkehrsstraßen durchkreuzten das Kreisgebiet, die F 2 und die F 94, die beide aus Südwesten (Schleiz) kamen.

## Bevölkerungsdaten der Städte und Gemeinden
Bevölkerungsübersicht aller 35 Gemeinden des Kreises, die 1990 in das wiedergegründete Land Thüringen kamen.

Gemeinden des Kreises Zeulenroda am 3. Oktober 1990 und heutige Zugehörigkeit. Stand: 1. Januar 2015

| AGS      | Gemeinde               | Einwohner  | Einwohner  | Fläche (ha) | heutige Zugehörigkeit            | heutige Zugehörigkeit |
| AGS      | Gemeinde               | 03.10.1990 | 31.12.1990 | 31.12.1990  | Gemeinde                         | Landkreis             |
| 16045010 | Arnsgrün               | 373        | 366        | 879         | Zeulenroda-Triebes               | Greiz                 |
| 16045010 | Arnsgrün               | 373        | 366        | 879         | OT Eubenberg: Greiz              | Greiz                 |
| 16045020 | Auma, Stadt            | 3.313      | 3.294      | 2.013       | Auma-Weidatal                    | Greiz                 |
| 16045030 | Bernsgrün              | 544        | 540        | 1.151       | Zeulenroda-Triebes               | Greiz                 |
| 16045040 | Braunsdorf             | 281        | 276        | 618         | Auma-Weidatal                    | Greiz                 |
| 16045050 | Dobia                  | 124        | 121        | 411         | Zeulenroda-Triebes               | Greiz                 |
| 16045060 | Dörtendorf             | 211        | 209        | 452         | Zeulenroda-Triebes               | Greiz                 |
| 16045070 | Ebersgrün              | 445        | 446        | 791         | Pausa-Mühltroff                  | Vogtlandkreis         |
| 16045070 | Ebersgrün              | 445        | 446        | 791         | OT Wolfshain: Zeulenroda-Triebes | Greiz                 |
| 16045080 | Förthen                | 88         | 87         | 301         | Zeulenroda-Triebes               | Greiz                 |
| 16045090 | Göhren-Döhlen          | 121        | 115        | 458         | Auma-Weidatal                    | Greiz                 |
| 16045100 | Göttendorf-Neuärgerniß | 336        | 339        | 617         | Langenwetzendorf                 | Greiz                 |
| 16045110 | Hain                   | 59         | 59         | 272         | Langenwetzendorf                 | Greiz                 |
| 16045130 | Hohenleuben, Stadt     | 1.963      | 1.958      | 952         | Hohenleuben                      | Greiz                 |
| 16045140 | Kleinwolschendorf      | 136        | 136        | 392         | Zeulenroda-Triebes               | Greiz                 |
| 16045160 | Läwitz                 | 143        | 142        | 263         | Zeulenroda-Triebes               | Greiz                 |
| 16045170 | Langenwetzendorf       | 1.970      | 1.954      | 1.226       | Langenwetzendorf                 | Greiz                 |
| 16045180 | Langenwolschendorf     | 963        | 967        | 679         | Langenwolschendorf               | Greiz                 |
| 16045190 | Leitlitz               | 203        | 204        | 1.012       | Zeulenroda-Triebes               | Greiz                 |
| 16045210 | Mehla                  | 308        | 309        | 395         | Zeulenroda-Triebes               | Greiz                 |
| 16045220 | Merkendorf             | 332        | 331        | 953         | Zeulenroda-Triebes               | Greiz                 |
| 16045230 | Muntscha               | 330        | 331        | 691         | Auma-Weidatal                    | Greiz                 |
| 16045240 | Niederböhmersdorf      | 363        | 360        | 300         | Zeulenroda-Triebes               | Greiz                 |
| 16045250 | Pahren                 | 475        | 476        | 632         | Zeulenroda-Triebes               | Greiz                 |
| 16045260 | Pausa/Vogtl., Stadt    | 3.324      | 3.266      | 882         | Pausa-Mühltroff                  | Vogtlandkreis         |
| 16045270 | Pöllwitz               | 801        | 808        | 2.360       | Zeulenroda-Triebes               | Greiz                 |
| 16045280 | Ranspach               | 338        | 331        | 402         | Pausa-Mühltroff                  | Vogtlandkreis         |
| 16045300 | Silberfeld             | 126        | 121        | 213         | Zeulenroda-Triebes               | Greiz                 |
| 16045310 | Staitz                 | 293        | 292        | 674         | Auma-Weidatal                    | Greiz                 |
| 16045340 | Triebes, Stadt         | 4.022      | 3.974      | 1.076       | Zeulenroda-Triebes               | Greiz                 |
| 16045350 | Unterreichenau         | 252        | 247        | 1.147       | Pausa-Mühltroff                  | Vogtlandkreis         |
| 16045370 | Weckersdorf            | 244        | 245        | 494         | Zeulenroda-Triebes               | Greiz                 |
| 16045380 | Weißendorf             | 399        | 390        | 360         | Weißendorf                       | Greiz                 |
| 16045390 | Wenigenauma            | 200        | 199        | 394         | Auma-Weidatal                    | Greiz                 |
| 16045400 | Wiebelsdorf            | 287        | 288        | 726         | Auma-Weidatal                    | Greiz                 |
| 16045420 | Zadelsdorf             | 180        | 177        | 577         | Zeulenroda-Triebes               | Greiz                 |
| 16045430 | Zeulenroda, Stadt      | 14.055     | 13.852     | 1.489       | Zeulenroda-Triebes               | Greiz                 |
| 16045000 | Landkreis Zeulenroda   | 37.602     | 37.210     | 26.252      |                                  |                       |

## Kfz-Kennzeichen
Den Kraftfahrzeugen (mit Ausnahme der Motorräder) und Anhängern wurden von etwa 1974 bis Ende 1990 dreibuchstabige Unterscheidungszeichen, die mit den Buchstabenpaaren NT und NU begannen, zugewiesen. Die letzte für Motorräder genutzte Kennzeichenserie war NZ 95-01 bis NZ 99-99.
Anfang 1991 erhielt der Landkreis das Unterscheidungszeichen ZR. Es wurde bis zum 31. Januar 1995 ausgegeben. Seit dem 29. November 2012 ist es im Landkreis Greiz erhältlich.